# 莫塞多夫

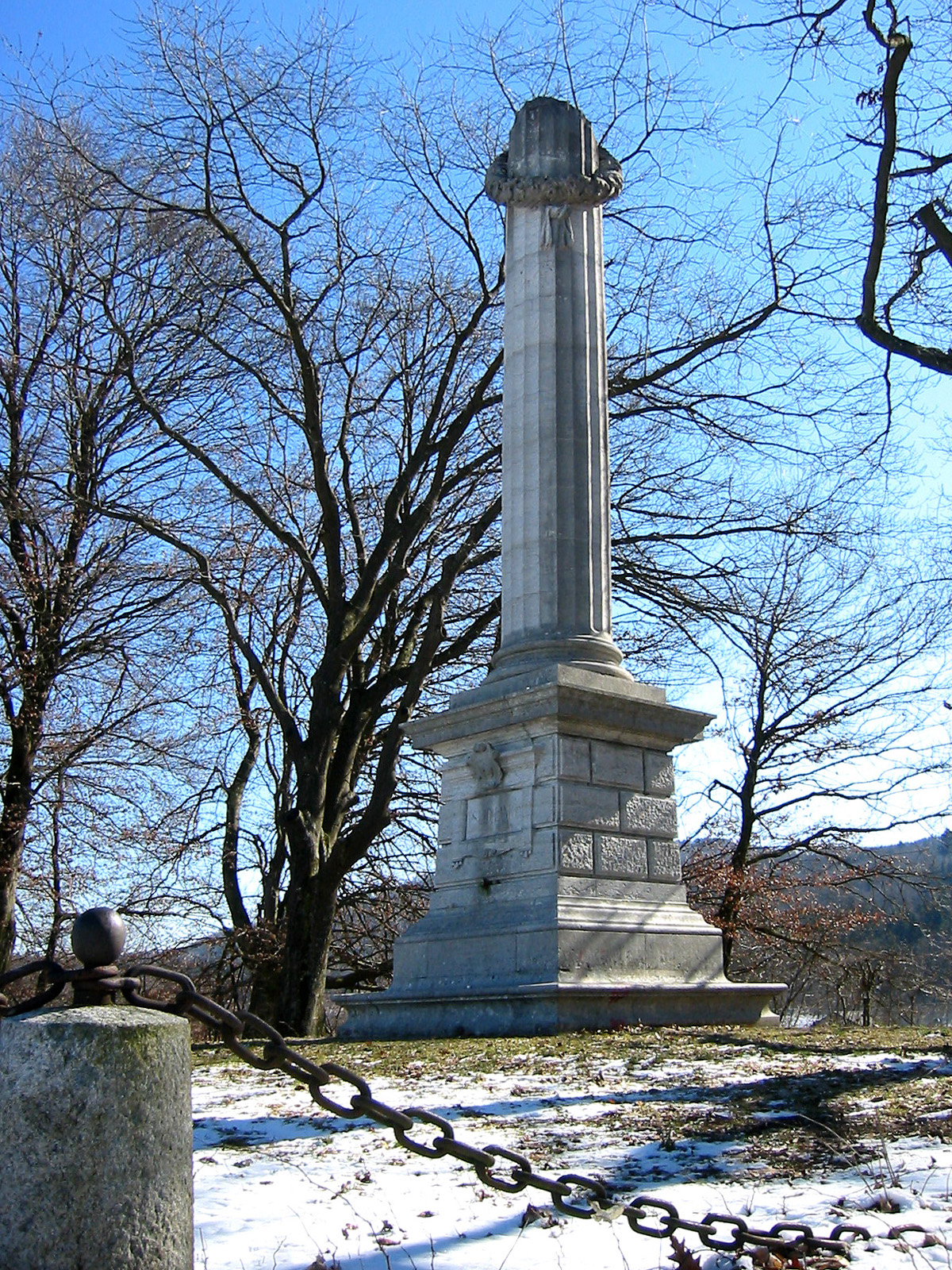

莫塞多夫是瑞士的城鎮，位於該國中西部，由伯恩州負責管轄，面積6.35平方公里，海拔高度532米，2011年人口3,610，六成人口信奉基督教，人口密度每平方公里569人。